# (189) Phthia
(189) Phthia est un astéroïde de la ceinture principale découvert par Christian Peters le 9 septembre 1878 a Clinton (comté d'Oneida). Son nom fait référence à la Phthie, une ancienne région de la Grèce antique.

## Compléments